# Lophopoeum monticulum
Lophopoeum monticulum är en skalbaggsart som beskrevs av Monné och Martins 1976. Lophopoeum monticulum ingår i släktet Lophopoeum och familjen långhorningar. Inga underarter finns listade i Catalogue of Life.